# 刘兴土
刘兴土（1936年9月10日—2021年5月6日），生于马来西亚马六甲，原籍福建永春，中国湿地生态学专家。

## 生平
1936年生于马来西亚马六甲，原籍福建永春，1959年毕业于东北师范大学地理系。2007年当选为中国工程院院士。